# 趙貞林
趙貞林（チョ・ジョンリム、韓:조정림、1940年 - ）は、朝鮮民主主義人民共和国の女性指揮者、政治家。

## 経歴
1940年生まれ。1957年に平壌音楽舞踊大学（現、金元均名称音楽総合大学）に入学し、1964年に卒業。同年、血の海歌劇団に指揮者として入団した。1969年1月、金正日の現地指導の際に、直々に指導を受ける。1970年に中華人民共和国の周恩来首相が訪朝した際に歓迎音楽会を指揮。当時、北朝鮮で唯一の女性指揮者として注目を集めた。
1989年には万寿台芸術団の指揮者に就任し、現在まで務めている。また、朝鮮民主主義人民共和国国立交響楽団への客演経験がある。
人民芸術家称号を受けており、また、最高人民会議第11期代議員となった。

## 来日
1991年に来日し、大宮ソニックシティホールにて行われた『在日同胞音楽会』において、群馬交響楽団を指揮した。